# Проспект Мира (Кривой Рог)
Проспект Мира (укр. Проспект Миру) — проспект в трёх районах Кривого Рога — Металлургическом, Саксаганском и Центрально-Городском. Центральный проспект Дзержинки, важная транспортная магистраль города.

## История
Начало формирования проспекта пришлось на середину 1950-х годов. До 1961 года назывался Днепропетровская улица.

## Характеристика
Двухсторонний шестиполосный асфальтированный проспект. Общая длина проспекта составляет 2,5 км, ширина — 30 м. Берёт своё начало на улице Лермонтова в Городе возле Центрального рынка и тянется на запад, заканчиваясь на площади 95 квартал. На проспекте размешаются 17 высотных домов. Всего в пределах проспекта живущего населения до 7 тысяч человек. Имеет 2,1 гектара зелёных насаждений.

## Транспорт
Проспект Мира является важной транспортной магистралью Кривого Рога — по проспекту ходят троллейбусы, автобусы и маршрутные такси.

## Достопримечательности
- Монумент «Победа»;
- Стела Героев.